# Effondrement d'un immeuble de Surfside
 (juin 2021).
Si vous disposez d'ouvrages ou d'articles de référence ou si vous connaissez des sites web de qualité traitant du thème abordé ici, merci de compléter l'article en donnant les références utiles à sa vérifiabilité et en les liant à la section « Notes et références ».
L'effondrement d'un immeuble de Surfside de douze étages, le Champlain Towers South, est survenu vers 1 heure HAE le 24 juin 2021. Cet immeuble, situé en banlieue de Miami, en Floride, aux États-Unis, s'est partiellement effondré. Au moins 90 personnes sont mortes et onze autres ont été blessées à la suite de l'effondrement. Environ 35 personnes ont été sauvées de la partie intacte du bâtiment, une personne a été sauvée des décombres, et 31 personnes sont toujours portées disparues au moment où les opérations de sauvetage se poursuivent.

## Contexte

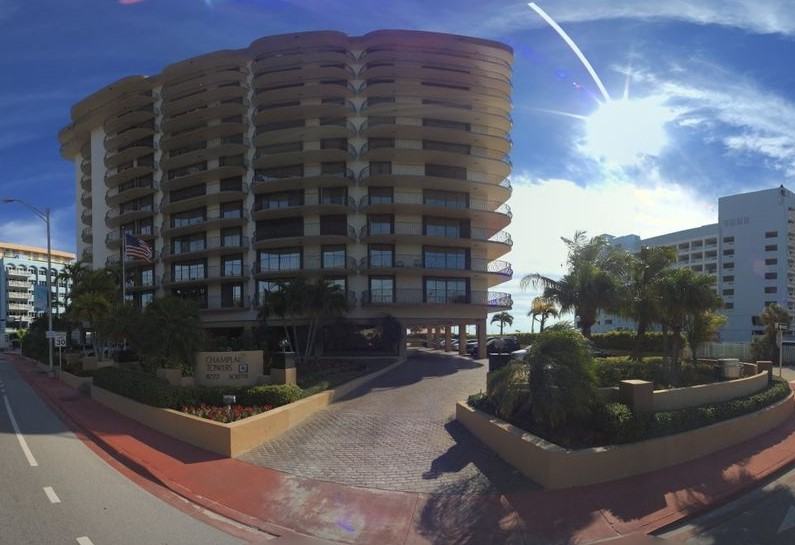
L'immeuble Champlain Towers South en 2015.

L'immeuble résidentiel Champlain Towers South est situé au 8777 Collins Avenue (Florida State Road A1A) ; il s'agit d'une copropriété, située en bord de mer dans la banlieue de Surfside. Il a été construit en 1981 par le promoteur Nathan Reiber et fait partie d'un complexe avec deux autres bâtiments distincts, l'un construit en même temps appelé Champlain Towers North, et l'autre construit entre les bâtiments Nord et Sud en 1991 appelé Champlain Towers East. Tous les trois ont douze étages, mais le bâtiment sud contenait le plus de logements. Le projet était la première nouvelle construction à Surfside à la suite d'un moratoire sur les nouveaux développements, imposé par le comté de Miami-Dade en raison de problèmes d'infrastructure d'approvisionnement en eau et d'égouts à Surfside dans les années 1970. Les tours Champlain ont versé 200 000 $ à la ville en 1979 pour financer le remplacement du réseau d'égouts et obtenir l'approbation pour la construction des condos.
L'édifice Champlain Towers South était une structure en forme de L composée de 136 logements d'une à quatre chambres dont la superficie varie de 110 à 420 m2. Les bâtiments sont situés juste au nord de North Beach Oceanside Park dans le quartier North Beach (en) de Miami Beach. Selon la commissaire de la ville de Surfside, Eliana Salzhauer, le bâtiment était en cours d'inspection pour sa recertification quarantenale au moment de la catastrophe, ce qui prend généralement un an. Selon le maire de Surfside, Charles Burkett, des réparations étaient en cours sur le toit du bâtiment.

## Effondrement
Le bâtiment Champlain Towers South a subi un effondrement partiel progressif vers 1 heure 30 du matin le 24 juin 2021. Les images de vidéosurveillance montrent qu'une grande partie du centre-nord du bâtiment s'est effondrée dans un premier temps. Ceci a isolé la partie Nord Est du bâtiment qui s'est effondrée environ 9 secondes plus tard. Sur les 136 logements du bâtiment, 55 ont été détruits.

## Victimes
Lors de l'accident, au moins 90 personnes sont mortes lors de l'effondrement et onze autres ont été blessées. 31 personnes sont restées portées disparues.
Le bilan final est de 98 morts.
Au moins 31 personnes d'Amérique du Sud qui résidaient ou étaient susceptibles de se trouver dans le bâtiment au moment de l'effondrement figurent parmi les disparus. Le ministère des Relations extérieures du Paraguay a déclaré que la sœur de la Première Dame (en) Silvana López Moreira, le mari de sa sœur et leurs trois enfants avaient disparu. Un autre citoyen paraguayen était également porté disparu. Un cousin germain du père de l'ancienne présidente chilienne Michelle Bachelet, Alberto Bachelet, serait également porté disparu selon sa fille. Les autres personnes disparues ont été identifiées comme étant neuf citoyens argentins, six venezueliens, six colombiens et trois uruguayens.
En outre, 20 citoyens israéliens ont été portés disparus par le consul général d'Israël à Miami.
Affaires mondiales Canada a annoncé que quatre Canadiens « pourraient être touchés » par la tragédie, sans donner plus de détails.

## Réactions

### État
Plus de 80 unités de secours ont répondu à l'effondrement, selon le service d'incendie de Miami-Dade (en). Le maire de Surfside, Charles Burkett, a déclaré lors d'une conférence de presse que dix personnes avaient été soignées sur les lieux de l'effondrement et que deux personnes avaient été transportées à l'hôpital, dont une est décédée plus tard. Au moins 35 personnes ont été sauvées du bâtiment et jusqu'à 159 personnes sont portées disparues. Le maire du comté de Miami-Dade (en), Daniella Levine Cava (en), a appelé à l'état d'urgence et a appelé le gouverneur de Floride Ron DeSantis à faire de même. Le gouverneur DeSantis a consulté le site le même jour, et a décrété l'état d'urgence.

### Fédéral
La Maison-Blanche et la Federal Emergency Management Agency ont déclaré qu'elles étaient en contact avec des responsables locaux et qu'elles avaient fourni une assistance après l'effondrement. Le président Joe Biden a été informé de l'événement et a parlé avec le maire du comté de Miami-Dade, Cava.

### Autres organisations
L'équipe de Miami Heat de la National Basketball Association a aidé les travailleurs d'urgence de l'État sur le site de l'effondrement. World Central Kitchen et Direct Relief (en), tous deux bénéficiaires de la branche caritative de Heat, ont également prêté leur aide.
Des volontaires de la Croix-Rouge américaine ont aidé les personnes déplacées par l'effondrement.

## Causes possibles

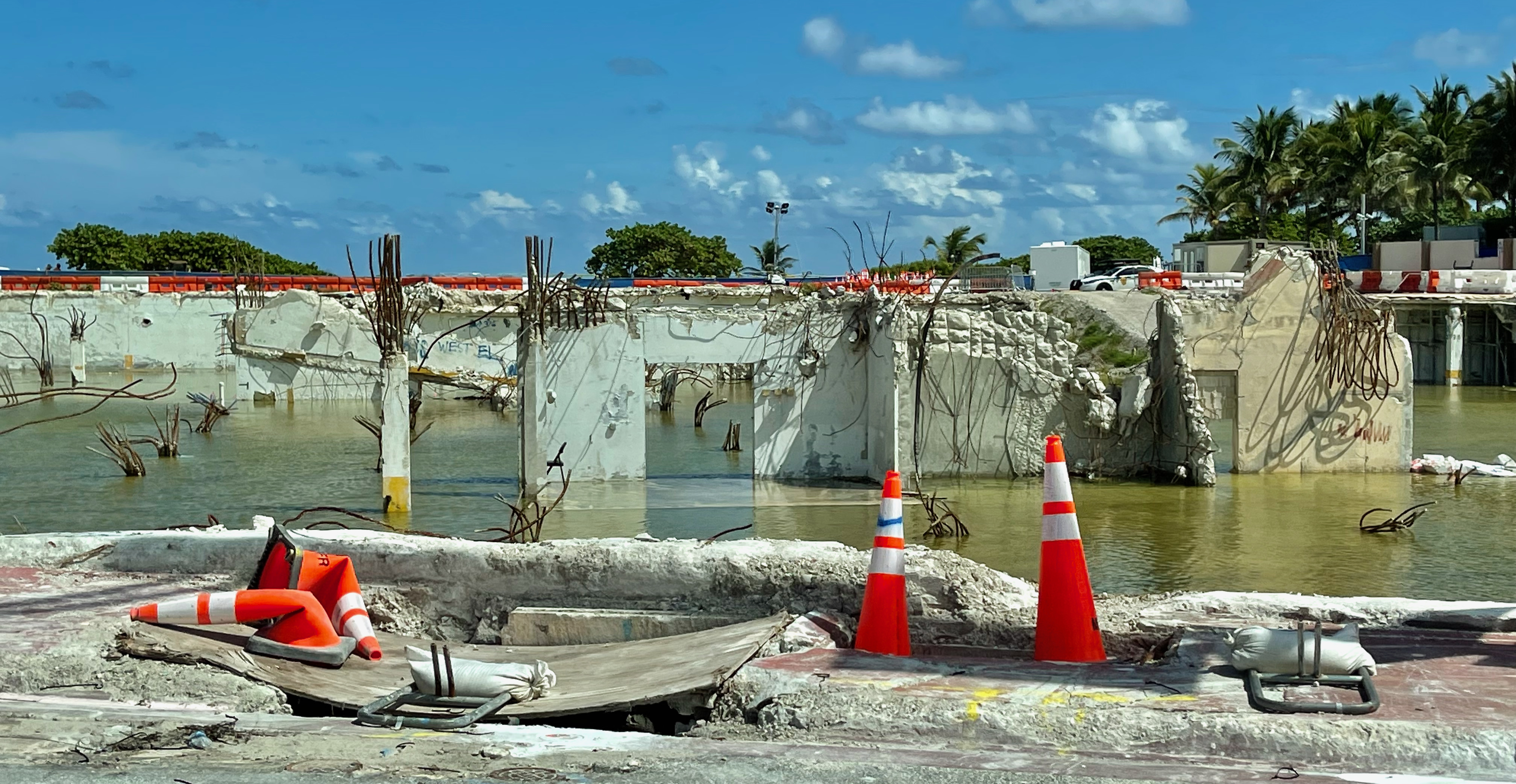
Vestiges du condominium effondré, en octobre 2021.

Selon un chercheur de l'Université internationale de Floride qui a analysé les données du satellite européen de télédétection accessibles au public, le bâtiment s'enfonçait depuis les années 1990 à un rythme significatif d'environ 2 mm par an. Alors que 97 % de Miami Beach étaient restés stables, 1 555 des 18 949 points de Miami Beach[pas clair] s'étaient enfoncés, à un rythme de moins de 1 mm par an. Pourtant, pour le chercheur qui a mené l'étude, l'effondrement a été une surprise : un effondrement d'un bâtiment dû à un enfoncement n'est probable que si une partie d'un bâtiment s'enfonce plus rapidement qu'une autre, ce qui crée des tensions qui, à leur tour, affaiblissent la structure du bâtiment. Le chercheur a également noté des zones surdimensionnées qui s’enfonçaient à un rythme nettement plus rapide, comme sur les îles artificielles de la baie de Biscayne, jusqu'à 3,8 mm par an.
En 2018, une inspection réalisée par la firme d'ingénierie Morabito Consultants[réf. souhaitée] a révélé une « erreur majeure » dans la construction du tablier de la piscine, l’étanchéité n'étant pas en pente, l'eau s’accumule sur celle-ci jusqu'à ce qu'elle puisse s'évaporer . Avec l'accumulation d'eau au fil des ans, les dalles de béton sous le tablier de la piscine avaient été gravement endommagées. L'entreprise a écrit que « ne pas remplacer l'imperméabilisation dans un proche avenir entraînera une extension exponentielle de la détérioration du béton » et que la réparation serait « extrêmement coûteuse ». Les dalles du plafond du garage de stationnement, qui se trouvaient sous le pont du toit, présentaient plusieurs fissures capillaires importantes et des cas de barres d'armature exposées. Cependant, il n'était pas clair d'après les dossiers publics si l'association de copropriété avait déjà abordé ces questions soulevées par le rapport.
En 2025, un rapport fédéral d'enquête émet des hypothèses portant sur des défauts de liaison entre l'immeuble et la plateforme de la piscine, et des réalisations de ferraillage du béton mal placés. Une troisième hypothèse est que les aménagements réalisés autour de la piscine, avec des plantations lourdes, des pavés et du sable, après sa réalisation, auraient alourdi la plateforme. Les enquêteurs ont aussi relevé que le parking en sous sol du bâtiment avait subi de fréquentes inondations ce qui a pu fragiliser les poteaux de soutènement de l'immeuble par une détérioration du béton et des armatures en acier. La commission d'enquête pense pouvoir apporter des conclusions définitives en 2026. 

## Tempête tropicaleElsa
Le 2 juillet, le gouverneur de Floride Ron DeSantis a déclaré l'état d'urgence pour 15 comtés de la Floride à l'approche de la tempête tropicale Elsa. Les fonctionnaires ont prévu de protéger l'équipement utilisé pour rechercher les survivants de l'effondrement alors que les vents violents d’Elsa pouvaient provoquer un effondrement supplémentaire de la structure. En conséquence, les équipes de secours ont suspendu leur recherche des 121 personnes manquantes et, dans la nuit du 4 juillet, ont démoli la partie de la copropriété qui avait survécu à l'effondrement.